# Tara Emad
Tara Emad  (en árabe: تارا عماد‎) (El Cairo, 11 de mayo de 1993) es una actriz y modelo egipcia, reconocida por aparecer en producciones cinematográficas y televisivas en su país desde el año 2009.

## Carrera
Emad nació en El Cairo, Egipto, hija de una madre montenegrina y de un padre egipcio. A los catorce años se inició en el mundo del modelaje, apareciendo en una sesión fotográfica para la revista Layalina y realizando poco tiempo después su primera aparición en pasarela. Emad participó en el concurso de belleza Miss Teen Egipto, quedándose con la victoria en la edición del año 2010. Como resultado, participó en el concurso de belleza Miss Global Teen celebrado el mismo año en Brasil; Emad fue la primera finalista del certamen y fue nombrada la Reina Juvenil Africana. Estudió en la Universidad Alemana en El Cairo artes y ciencias aplicadas. Previamente había estudiado en la escuela de idiomas de Port Said en Zamalek, Egipto.
Ha estado en la portada de más de cincuenta revistas en Egipto, Líbano, Montenegro, Francia e Italia. Ha aparecido varias veces en las portadas de importantes revistas como Elle, Marie Claire y Vogue.

## Filmografía

### Cine
- 2016 - Papel protagónico femenino en The 4th Pyramid

Director: Peter Mimi
- 2016 - Papel protagónico en The Eve’s Apple

Director: Tamer Sami
- 2017 - Papel protagónico femenino en The Unknown Sweet Potato Seller

Director: Ahmed Roshdy
- 2017 - Papel de reparto en Voice Note

Director: Ashraf Hamdy
- 2017 - Papel de reparto en Kheir wa Baraka

Director: Sameh Abdel Aziz
- 2018 - Papel protagónico en Khouroug El Nass

Director: Hassan El Sayed 
- 2018 – Papel de reparto en 122

Director: Yasser El Yasry
- 2018 – Papel de reparto en Torab El Mass

Director: Marwan Hamed
- 2018 – Papel de reparto en El Kowayeseen

Director: Ahmed El Gendy

### Serie de televisión
- 2009 – Papel de reprto en Al Jamaa

Director: Hani Khalifa & Amr Koura
- 2011 - Papel de reparto en Queen of the Kitchen

Director: Sameh Zein
- 2012 - Papel de reparto en la primera telenovela egipcia Zay el Ward

Director: Saad Hindawy
- 2014 - Papel protagónico en Saheb al Sa’ada

Director:  Ramy Emam
- 2014 - Papel protagónico en Circle of Love

Director: Eyad El Khzouz
- 2014 - Presentadora en Leilit Ounce
- 2015 - Papel de reparto en Bein El Sarayat

Director: Sameh Abdelaziz
- 2015 - Papel de reparto en El Salook

Director: Ahmed Abdel Aziz
- 2015 - Artista invitada en Haret El Yahood

Director: Mohamed Gamal El-Adl
- 2016 – Papel de reparto en Sabaa Benat

Director: Mohamed El Nokaly
- 2017 – Papel de reparto en Lamei Al Qott

Director: Amr Arafa